# Poletni goban
Poletni goban (znanstveno ime Boletus reticulatus) je gliva iz rodu gobanov (Boletus). V Sloveniji je znan tudi pod domačim imenom Pšeničnik. Prej je bil poimenovan z vrstnim imenom aestivalis, ki ga je določil Jean-Jacques Paulet leta 1793, a ker ga je že pred tem leta 1774 opisal Jacob Christian Schäffer je obveljalo starejše poimenovanje.

## Značilnosti
Poletni goban je navzven zelo podoben jesenskemu, vendar ima večinoma suh in žametast klobuk, ki je pogosto razpokan.
Trosovnica je sestavljena iz cevk, ki so najprej sivkasto bele, kasneje rumene in pri starih primerkih olivno zelene.
Bet gobe ima večinoma do dna segajoč mrežast vzorec, ki je pri mlajših gobah svetle barve, pri starejših pa nekoliko temnejši. Bet je čvrst in gomoljasto odebeljen, pri starejših gobah pa postane vitkejši.
Meso gobe je belo in prijetnega vonja in okusa, a hitro postane črvivo.

## Razširjenost in življenjski prostor
Najpogosteje se pojavlja od zgodnjega poletja dalje v listnatih gozdovih, največkrat pod hrasti in bukvami s katerimi tvori mikorizo.

## Mikroskopske značilnosti
Trosni odtis je olivno zelene barve. Trosi so vretenasti in merijo 14–17 x 4,5–7,5 μm.

## Podobne vrste
- jesenski goban (Boletus edulis) ima temnejši in bolj vlažen in lepljiv klobuk

## Uporabnost
Užiten tudi surov. Primeren je za vse vrste gobjih jedi in za sušenje.